# Leguanens natt
Leguanens natt (originaltitel: The Night of the Iguana) är en pjäs från 1961 av Tennessee Williams författad när denne, efter flera Pulitzerpris, stod på toppen av sin konstnärsbana. Den har tidigare även satts upp på svenska scener under det missvisande namnet Iguanans natt.
Den hade premiär på Broadway i New York den 28 december 1961, och utspelar sig i 1940-talets Mexiko.
45 år efter succépremiären på Broadway gavs Leguanens natt år 2006 för första gången ut på svenska (Atrium Förlag), i översättning av Lisa Carlehed och Mattias Lindholm.